# District de Guangming
Le district de Guangming (chinois simplifié : 光明区 ; pinyin : Guāngmíng Qū) est l'une des dix subdivisions administratives de la ville de Shenzhen dans la province du Guangdong en Chine. Il a été séparé du district de Bao'an en 2007.